# Wartegemeinschaft
Sozialistische Wartegemeinschaft (comunità socialista dell'attesa) è un gioco di parole umoristico ed ironico utilizzato in contrapposizione a Sozialistische Wertegemeinschaft (comunità socialista di valori). Questa locuzione era utilizzata in riferimento alle lunghe code  che si formavano di fronte a negozi e rivendite nella DDR o in altri Paesi del blocco sovietico per accaparrarsi beni di reperibilità rara o presenti in quantità scarsa.
Questa espressione fa parte di una serie di varianti sarcastiche ed ironiche impiegate dalla popolazione al posto di alcuni termini ufficiali, in una sorta di opposizione linguistica alle rigide direttive del SED. Tra esse sono da annoverare anche “rote Socken”, appellativo derisorio per i membri del SED particolarmente zelanti, e “Rotlichtbestrahlung”, denominazione ironica per i corsi di formazione politica obbligatoria attraverso i quali avveniva un indottrinamento politico dei giovani.